# Schizidium osellai
Schizidium osellai är en kräftdjursart som beskrevs av Helmut Schmalfuss 1988. Schizidium osellai ingår i släktet Schizidium och familjen klotgråsuggor. Inga underarter finns listade i Catalogue of Life.